# The Duke of West Point
The Duke of West Point é um filme de drama estadunidense dirigido por Alfred E. Green e estrelado por Louis Hayward, Joan Fontaine e Tom Brown. Foi lançado em 15 de dezembro de 1938, pela United Artists.

## Elenco
- Louis Hayward ...Steve
- Joan Fontaine ...Ann
- Tom Brown ...Sonny
- Richard Carlson ...Jack
- Alan Curtis ...Cadete Strong
- Don "Red" Barry ...Cadete Grady (como Donald Barry)
- Steve Pendleton ...Cadete Rains (como Gaylord Pendleton)
- Charles D. Brown ...Doc Porter
- Jed Prouty ...Sr. Drew
- Marjorie Gateson ...Sra. Drew
- Emma Dunn ...Sra. West
- George McKay ...treinador de hóquei
- James Flavin ...Treinador  
  - Nick Lukats ...Treinador
- Kenneth Harlan ...Treinador de futebol

## Produção
As filmagens começaram em 22 de setembro de 1938.